# Yahoo! Messenger Protocol
Het Yahoo! Messenger Protocol (YMSG) is een protocol dat gebruikt wordt door Yahoo! Messenger, het chatprogramma van Yahoo!. Het Yahoo! Messenger Protocol ondersteunt instant messaging, offline berichten, bestandsoverdrachten, videoconferenties, stemchats (chats met geluid), webcams en avatars.

## Technisch
Het Yahoo! Messenger Protocol gebruikt standaard TCP/IP-poort 5050 voor de communicatie tussen client en server. Het is ook mogelijk om een andere poort te gebruiken of het verkeer te laten verlopen via een HTTP-verbinding (bijvoorbeeld voor gebruikers achter een firewall). De client blijft ingelogd zolang de TCP/IP-verbinding in stand blijft. In het geval van HTTP wordt de verbinding gesloten wanneer de client gedurende een vastgestelde tijd de server niet kan bereiken.